# Tobias Levels
Tobias Levels (22 de noviembre de 1986, Tönisvorst, Alemania) es un futbolista germano-holandés.
Levels comenzó su carrera en el SV St.Tönis. Posteriormente, fue traspasado al KFC Uerdingen, antes de que en julio de 1999 se materializara su pase al Borussia Mönchengladbach. Levels fue indiscutible en el equipo sub-23 del Borussia, con el que ascendió a la Regionalliga Nord alemana en la temporada 2005/2006.